# Катастрофа Boeing 707 под Агадиром
Катастрофа Boeing 707 под Агадиром — крупная авиационная катастрофа, произошедшая 3 августа 1975 года в аэропорту Агадира (Марокко) с самолётом Boeing 707-321C авиакомпании Alia (был зафрахтован Royal Air Maroc), в результате которой погибли 188 человек. Крупнейшая авиакатастрофа 1975 года.

## Предшествующие события
Boeing 707-321C с бортовым номером JY-ADO (заводской — 18767, выпущен в 1964 году)  принадлежал иорданской авиакомпании Alia (ранее эксплуатировался в Pan Am под номером N797PA) и был взят в лизинг марокканской Royal Air Maroc для перевозки марокканских рабочих-эмигрантов, возвращавшихся из Франции к семьям на период летних каникул. Всего на борту находилось 188 человек, из которых 4 пассажира были европейцами, 177 — марокканцами, и 7 членов экипажа. В 02:20 самолёт вылетел из парижского аэропорта Ле-Бурже.

## Катастрофа
Обычные рейсы из Европы выполнялись с промежуточной посадкой в Касабланке, к тому же заход на посадку в аэропорт Агадира, как правило, осуществлялся с юга. Но в данном случае Боинг выполнял чартерный прямой рейс из Парижа в Агадир, поэтому после долгого перелёта заходил на посадку на ВПП 29 с севера, со стороны  гор Атлас. Расчётное время посадки составляло 04:30, но в 04:28 авиалайнер пропал с экрана радиолокатора.
Экипаж выполнял снижение до высоты круга — 800 футов (243,8 метра), когда на высоте 2400 футов (731,5 метров) и в 25 милях (40 километров) северо-западнее аэропорта летящий в густом тумане самолёт врезался правой плоскостью крыла в гору. От удара отделилась часть правой консоли крыла вместе с двигателем № 4 (крайний правый). Боинг, потеряв управление, вошёл в правый крен, после чего упал в ущелье и взорвался неподалёку от деревни Имзезен (Imzezen). В результате столкновения на высокой скорости самолёт разрушился на мелкие части, самая крупная из которых имела площадь около 10 квадратных футов (0,9 м²). Спасатели, прибывшие к месту катастрофы через несколько часов на вертолёте, не нашли ни одного выжившего. Погибли все 188 человек на борту. 

## Причина
Причиной катастрофы была названа ошибка экипажа, который нарушил схему снижения
Крушение Boeing 707 под Агадиром на 1975 год считалось 4-й крупнейшей авиакатастрофой в мире (на самом деле — 3-я), после катастроф DC-10 под Парижем (3.03.1974, 346 погибших), C-5 под Сайгоном (4.08.1975, считалось что погибли более 200, на самом деле 155) и DC-8 на Шри-Ланке (4.12.1974, 191 погибший). Также вплоть по настоящее время (2015 год) это крупнейшая авиационная катастрофа в Марокко и в истории Boeing 707.